# Keserovina
Keserovina (en serbe cyrillique : Кесеровина) est un village de Serbie situé sur le territoire de la Ville d'Užice, district de Zlatibor. Au recensement de 2011, il comptait 453 habitants.

## Démographie
| 1948  | 1953  | 1961  | 1971  | 1981 | 1991 | 2002 | 2011 |
| ----- | ----- | ----- | ----- | ---- | ---- | ---- | ---- |
| 1 046 | 1 112 | 1 078 | 1 032 | 889  | 749  | 589  | 453  |

|  |